# J. M. E. McTaggart
Pour les articles homonymes, voir McTaggart.
John McTaggart Ellis McTaggart (3 septembre 1866 – 18 janvier 1925), né et mort à Londres, est un philosophe anglais, assistant (« lecturer ») de philosophie au Trinity College de Cambridge de 1897 à sa mort. Métaphysicien idéaliste, intéressé notamment par le système de Hegel, il est, avec Francis Herbert Bradley, l’un des représentants les plus notables de l’idéalisme britannique.

## Biographie
Il est le fils de Francis et Ellen Ellis. Il est prénommé « John McTaggart » d'après le nom d'un grand-oncle maternel dont on attendait l'héritage. Quelque temps après sa naissance, la famille prend le nom d'« Ellis McTaggart », ce qui est une condition de l'héritage.
« Radical » dans sa jeunesse, il devient de plus en plus conservateur et se prononce pour l'expulsion de Bertrand Russell de Trinity College pour pacifisme pendant la Première Guerre mondiale.
McTaggart soutient que notre perception du temps est une illusion (ce qu'il démontre en mettant en évidence les contradictions logiques qu'elle recèle). Il nie aussi l'existence de la matière. Il pense que le monde est uniquement constitué d'âmes (identifiées aux êtres humains), qui sont immortelles et reliées une à une ou à plusieurs par l'amour. Il défend l'idée de la réincarnation. En revanche, il argumente contre la croyance en un Dieu personnel et contre l'Esprit absolu de Hegel. En dépit du ton mystique de ses conclusions, sa démarche se veut d'une rigueur logique parfaite.

## Publications

### Ouvrages
- Studies in Hegelian Dialectic (1896)
- Studies in Hegelian Cosmology (1901)
- A Commentary on Hegel's Logic (1910)
- The Nature of Existence (1921-1927, 2 vol.)

### Articles
- « Some Considerations relating to Human Immortality », International Journal of Ethic 13, 1903, p. 152-171.
- « The Unreality of Time », Mind 17, 1908, p. 457-474 (son texte resté le plus célèbre).
- « The Individualism of Value », International Journal of Ethic 18, 1908, p. 433-445.
- « The Relation between Time and Eternity », Mind 18, 1909, p. 343-362.
- « The Meaning of Causality », Mind 24, 1915, p. 326-344.

### Traductions françaises
- L’irréalité du temps et autres essais, précédé d'une étude de Sacha Bourgeois-Gironde : « McTaggart : Temps, éternité, immortalité », Paris, Éditions de l'Éclat, 224 p., 2025  (ISBN 978-2841627448).